# Katarzyna Kasia
Katarzyna Ida Kasia (ur. 31 stycznia 1978 w Warszawie) – polska filozofka, wykładowczyni akademicka, publicystka i dziennikarka radiowo-telewizyjna; doktor nauk filozoficznych.

## Życiorys
Urodziła się 31 stycznia 1978 w Warszawie. Jest córką Andrzeja Kasi i Barbary Czerskiej. W stolicy ukończyła II Liceum Ogólnokształcące im. Stefana Batorego (matura 1997), a następnie Wydział Filozofii i Socjologii Uniwersytetu Warszawskiego (2002). W 2006 uzyskała na UW stopień doktora nauk humanistycznych w dyscyplinie filozofii na podstawie dysertacji Koncepcja formy w ujęciu Luigi Pareysona (promotorka – Alicja Kuczyńska).
Była stypendystką m.in. Ministerstwa Spraw Zagranicznych Republiki Włoskiej i Fundacji Kościuszkowskiej. W latach 2016–2020 była prodziekanką Wydziału Zarządzania Kulturą Wizualną Akademii Sztuk Pięknych w Warszawie. W Akademii Sztuk Pięknych w Warszawie prowadzi zajęcia z historii filozofii, estetyki i filozofii kultury. Prowadzi też zajęcia w Akademii Teatralnej w Warszawie.
Od 12 kwietnia 2019 występowała jako komentatorka w audycji TVN24 „Szkło Kontaktowe”, a od lutego 2020 dołączyła do grona prowadzących program. W lipcu 2024 zakończyła współpracę ze stacją TVN24 i przeszła do Telewizji Polskiej, gdzie wraz z Grzegorzem Markowskim od 9 września 2024 jest prowadzącą programu Kwiatki polskie na kanale TVP Info oraz, wraz z Jerzym Bralczykiem, program Jak to się mówi? czyli Kasia u Bralczyka na kanale TVP2. Razem z Grzegorzem Markowskim w latach 2020-2025 była również prowadzącą programu Nowy świt, emitowanego w internetowym radiu Nowy Świat. Stała publicystka „Kultury Liberalnej” oraz członkini zespołu redakcyjnego „Przeglądu Filozoficzno-Literackiego”. Członkini Team Europe. Wraz z Karoliną Wigurą prowadzi videopodcast Widok z K2.
Od 2021 zasiada w kapitule konkursu Literacka Podróż Hestii.
W 2023 została felietonistką Newsweek Polska.
Tłumaczyła też teksty włoskich filozofów (Luigi Pareyson, Gianni Vattimo i in.).

## Publikacje
- Rzemiosło formowania. Luigiego Pareysona estetyka formatywności, 2008[27]
- Doświadczenie estetyczne i wspólnota spektaklu, 2019[28]

Tłumaczenia:
- Luigi Pareyson, Estetyka: teoria formatywności, 2009
- Gianni Vattimo, Piergiorgio Paterlini, Nie być Bogiem: autobiografia na cztery ręce, 2011
- Poza interpretacją: znaczenie hermeneutyki dla filozofii, 2011

## Nagrody
W listopadzie 2023 wyróżniono ją tytułem „Warszawianki Roku”. W 2024 otrzymała nagrodę Mariusza Waltera w kategorii Osobowość Medialna Roku. W 2025 wraz ze współprowadzącym program Kwiatki polskie Grzegorzem Markowskim otrzymała nagrodę Wirtuale 2025 w kategorii „Osobowość medialna roku”.